# امپراتوران دودمان سونگ
فهرست زیر شامل امپراتوران دودمان سونگ شمالی و جنوبی است که عبارتند از:

## امپراتوران سونگ شمالی
| شماره | نام امپراتور | دوره حکومت       |
| ----- | ------------ | ---------------- |
| ۱     | تائی زو      | ۹۶۰-۹۷۶ میلادی   |
| ۲     | تای‌زونگ      | ۹۷۶-۹۹۷ میلادی   |
| ۳     | ژنزونگ       | ۹۹۷-۱۰۲۲ میلادی  |
| ۴     | رن زونگ      | ۱۰۲۲-۱۰۶۳ میلادی |
| ۵     | یینگ زونگ    | ۱۰۶۳-۱۰۶۷ میلادی |
| ۶     | شنزونگ       | ۱۰۶۷-۱۰۸۵ میلادی |
| ۷     | ژزونگ        | ۱۰۸۵-۱۱۰۰ میلادی |
| ۸     | هویی زونگ    | ۱۱۰۰-۱۱۲۵ میلادی |
| ۹     | چینزونگ      | ۱۱۲۶-۱۱۲۷ میلادی |

## امپراتوران سونگ جنوبی
| شماره | نام امپراتور       | دوره حکومت       |
| ----- | ------------------ | ---------------- |
| ۱     | گائوزونگ           | ۱۱۲۷-۱۱۶۲ میلادی |
| ۲     | شیائو زونگ         | ۱۱۶۲-۱۱۸۹ میلادی |
| ۳     | گوآنگ زونگ         | ۱۱۸۹-۱۱۹۴ میلادی |
| ۴     | نینگ زونگ          | ۱۱۹۴-۱۲۲۴ میلادی |
| ۵     | لیزونگ             | ۱۲۲۴-۱۲۶۴ میلادی |
| ۶     | دوزونگ             | ۱۲۶۴-۱۲۷۴ میلادی |
| ۷     | گونگ زونگ          | ۱۲۷۴-۱۲۷۶ میلادی |
| ۸     | دوآن زونگ          | ۱۲۷۶-۱۲۷۸ میلادی |
| ۹     | امپراتور هوآی زونگ | ۱۲۷۸-۱۲۷۹ میلادی |